# Residuo fiscale
Il residuo fiscale è la differenza tra tutte le entrate (fiscali e di altra natura come alienazione di beni patrimoniali pubblici e riscossione di crediti) che le Pubbliche Amministrazioni (sia statali che locali) prelevano da un determinato territorio e le risorse che in quel territorio vengono spese.
Nel caso delle regioni il residuo fiscale è calcolato come differenza tra le tasse pagate (al netto di entrate regionali anche non fiscali a seconda di come viene calcolato) e la spesa pubblica complessiva ricevuta, ad esempio sotto forma di trasferimenti o in generali di servizi pubblici.

## Le origini
Il termine residuo fiscale viene introdotto dal premio Nobel James M. Buchanan, nel suo saggio Federalism and fiscal equity (American Economic Review, vol. 40, n. 4, 1950, pp. 583–599). Buchanan, al fine di trovare una giustificazione di tipo etico ai trasferimenti di risorse dagli stati più ricchi a quelli meno ricchi degli Stati Uniti, individuò nel residuo fiscale (inteso come il saldo tra il contributo che ciascun individuo fornisce al finanziamento dell’azione pubblica e i benefici che riceve sotto forma di spesa pubblica) il parametro in base al quale valutare l’adeguatezza dell’attività redistributiva complessiva dell’operatore pubblico. Egli sosteneva che, in base al principio di equità orizzontale (trattare in modo uguale gli uguali), l’attività pubblica (considerando tutti i livelli di governo) avrebbe dovuto garantire l’uguaglianza dei residui fiscali per individui uguali (sotto il profilo del reddito). Ne consegue che "un individuo dovrebbe avere la garanzia che dovunque egli desideri risiedere nella nazione, il trattamento fiscale complessivo che egli riceverà sarà approssimativamente lo stesso" (p. 589). Sulla base di questo principio, residui fiscali di un territorio che derivano semplicemente dal fatto che in quel territorio sono concentrati cittadini con redditi relativamente più elevati (come, in buona parte, è il caso delle regioni italiane) sono eticamente giustificati. Ciò che conta è che cittadini con lo stesso reddito ma residenti in regioni diverse siano trattati nello stesso modo.

## Studi sul residuo fiscale

### Il sacco del Nord
Nel contesto italiano, il residuo fiscale è balzato agli onori delle cronache in seguito alla pubblicazione del saggio di Luca Ricolfi "Il sacco del Nord", nel 2010. In esso si metteva in evidenza come l'intervallo del residuo fiscale per le Regioni del Nord Italia variasse tra i 50 e gli 80 miliardi di Euro all'anno, mentre quello per le Regioni meridionali fosse negativo per una cifra tra i 41 e i 79 circa. Era inoltre mostrato come i livelli dei consumi procapite non corrispondessero ai livelli di PIL pro capite di ogni singola Regione (quindi, i territori che beneficiavano del residuo fiscale avevano un rilevabile aumento dei consumi in modo più che proporzionale al proprio prodotto interno lordo).

### Eupolis - 2014
Uno studio, presentato il 5 novembre del 2014, dall'Istituto Eupolis (Istituto superiore per la ricerca, la statistica e la formazione di Regione Lombardia) quantificava in oltre 47 miliardi di Euro il residuo fiscale lombardo, per l'anno 2013, e in oltre 70 miliardi la somma del residuo fiscale per le Regioni del Nord Italia.

### CGIA di Mestre - 2015
Nel 2015 la CGIA di Mestre ha quantificato di oltre 100 miliardi di euro il residuo fiscale delle regioni del Nord Italia, di cui 53,9 per la sola Lombardia, 18,2 il Veneto, 17,8 per l'Emilia-Romagna e 10,5 per il Piemonte. Anche la Toscana, sempre secondo lo studio della CGIA di Mestre, presenta un consistente residuo fiscale pari a 8,3 miliardi di euro.

### Vertenza Entrate della Regione Autonoma della Sardegna
Con l'espressione vertenza entrate si indicano la scoperta, la discussione e i tentativi di soluzione del mancato versamento di una larga parte delle entrate tributarie dovute dallo stato italiano alla Regione Autonoma della Sardegna, nel corso degli anni tra il 1991 e oggi.
È del 2004 la scoperta e la denuncia che lo Stato italiano ha contratto un debito con la Sardegna, tuttora in crescita, superiore a una decina di miliardi di euro. Tale dato risultava dagli studi della Fondazione Agnelli e da altre fonti ministeriali.
In pratica lo Stato italiano non restituisce alla regione i sette decimi dell'IRPEF riscossa sull'Isola insieme a quote analoghe di altre imposte e IVA.
Alcuni calcoli mettono in evidenza che in media 2 euro al secondo vanno dalla Sardegna allo Stato italiano senza fare ritorno.
Tale questione emerse ad opera dei vari gruppi indipendentisti nel corso della campagna elettorale per il rinnovo del Consiglio e della Giunta Regionale del 2004 e successivamente venne fatta propria dal governo regionale guidato da Renato Soru a partire dal 2005.
La vertenza è stata riconosciuta dai governi italiani dal 2012 e dalla Corte costituzionale. Nel 2012 il governo Monti ha preso l'impegno di versare un miliardo e 383 milioni alla Sardegna per le disattese entrate e trattenute fiscali degli anni 2010, 2011 e 2012,  nel 2016 il governo Gentiloni ha preso l'impegno di versare alla Regione Autonoma della Sardegna 4 rate annuali pari a 600milioni di euro l'una per saldare il debito che vanta nei suoi confronti da oltre venti anni e si impegna anche di lasciare nelle casse della Regione 130-150 milioni di euro all'anno derivanti dagli incassi dei "giochi con vincita in denaro" riscossi nell'isola.
In riferimento all'apertura e agli impegni presi dal governo centrale e all'approvazione in Consiglio dei ministri del decreto legislativo di attuazione dell'articolo 8 dello Statuto sardo nel 2016, la giunta regionale sarda a guida PD dichiara che la vertenza entrate si può definire chiusa totalmente e definitivamente, al contratio i partiti di opposizione contestano questo traguardo, denunciando l'illegittima sottrazione dalle casse regionali di circa 3 miliardi e 300 milioni di euro di accantonamenti nel 2017.